# Elezioni parlamentari in Kazakistan del 2016
Le elezioni parlamentari in Kazakistan del 2016 si sono tenute il 20 marzo.

## Risultati
| Liste                                           | Voti      | %     | Seggi |
| ----------------------------------------------- | --------- | ----- | ----- |
| Nur Otan                                        | 6.183.757 | 82,20 | 84    |
| Partito Democratico «Ak Žol»                    | 540.406   | 7,18  | 7     |
| Partito Popolare Comunista del Kazakistan       | 537.123   | 7,14  | 7     |
| Partito Patriottico Nazional-Democratico «Auyl» | 151.285   | 2,01  | -     |
| Partito Socialdemocratico Nazionale             | 88.813    | 1,18  | -     |
| Partito Politico Birik                          | 21.484    | 0,29  | -     |
| Totale                                          | 7.522.868 |       | 98    |